# Prometor benthophila
Prometor benthophila är en djurart som tillhör fylumet skedmaskar, och som beskrevs av Fisher, W.K. 1948. Prometor benthophila ingår i släktet Prometor och familjen Bonelliidae. Inga underarter finns listade i Catalogue of Life.